# Lluciapomaresius eclipticus
Lluciapomaresius eclipticus is een rechtvleugelig insect uit de familie van de sabelsprinkhanen (Tettigoniidae). De wetenschappelijke naam van deze soort is voor het eerst voorgesteld als Steropleurus eclipticus door Joan Barat in een publicatie uit 2004..
Deze soort komt voor in de provincie Zaragoza in Spanje.